# Fernand Baldet
Pour les articles homonymes, voir Baldet.
Fernand Baldet né le 16 mars 1885 à Paris et mort le 8 novembre 1964 dans la même ville, est un astronome français.
Il travailla avec le comte Aymar de La Baume Pluvinel, observant la planète Mars en 1909 depuis l'observatoire du Pic du Midi nouvellement construit. Les photographies obtenues étaient si nettes qu'ils purent démentir la théorie de Percival Lowell sur la présence de canaux géométriques sur la surface de la planète.

## Biographie

### 1885-1903: jeunesse
Rien ne prédestinait Fernand Baldet à la carrière qui fut la sienne. Après la défaite française de 1870, à bout de ressources, ses grands-parents, fabricants de chaussures à Millau (Aveyron), avaient vendu tous leurs biens pour s’établir dans la capitale où, leur avait dit le notaire, “les maisons sont en or”! Ils ne mirent pas longtemps à comprendre qu’ils avaient été bernés. La famille Baldet s’installa rue Pascal dans le quartier des Gobelins, où Fernand naquit le 16 mars 1885.
Le grand-père était devenu manœuvre ; le père de Fernand, corroyeur, avait été embauché dans une tannerie, où il passait ses journées dans l’eau du lit de la Bièvre jusqu'à la ceinture.
En 1892, Fernand s’est retrouvé fils unique lorsque son frère cadet, âgé de cinq ans, est mort de diphtérie.
À 12 ans, il a passé son certificat d’études. de 1899 à 1903, il fut placé comme apprenti bijoutier. Parce qu’il était doué pour le dessin, on lui a confié la réalisation de modèles pour des bijoux d’art en or. Dessinateur créateur en joaillerie et orfèvrerie, il exécutait lui-même ses modèles. Sa maîtrise dans ce domaine lui valut le titre de Premier ouvrier de France (l'équivalent à l'époque d'un prix de Rome).
Mais Fernand était aussi d’un naturel curieux et observateur. Il construisit son propre appareil photographique et réalisa une photo de sa grand-mère en 1899. Il avait une grande soif d’apprendre, une soif qui l’entraîna très souvent du côté des bouquinistes. Et c’est ainsi qu'en 1900, il tomba sur un livre du « maître », Camille Flammarion. Ce fut le début d’une passion pour l'astronomie qui ne se démentit jamais.

### 1903-1911: apprenti astronome
À 18 ans, le 6 juin 1903, il fut admis comme membre à la Société astronomique de France. Par l’intermédiaire de M. Touchet, secrétaire général de cette société, il fit la connaissance de Camille Flammarion, dont l’immense rayonnement et la forte personnalité le frappèrent beaucoup.
Les observations qu'il entreprit alors à l'observatoire de la rue Serpente révélèrent rapidement ses dons exceptionnels. Elles le firent connaître du spécialiste des éclipses solaires, Aymar de La Baume Pluvinel, membre de l’Académie des Sciences, qui le prit comme assistant en 1905 et l'emmena cette même année pour observer, en Espagne, l'éclipse totale du 30 août. Cette rencontre décida de sa carrière d'astronome. En parallèle, il poursuivit ses études et obtint en 1907 le diplôme d'études du Conservatoire des Arts et Métiers dans le laboratoire du physicien Jules Violle.
La période qui suivit, de 1905 à 1911, alors qu'il continuait à travailler avec Aymar de La Baume Pluvinel, fut très laborieuse et également très fructueuse À cette époque commencèrent en effet ses recherches sur la physique des comètes, domaine dans lequel il passa maître. En 1907, il obtint au prisme-objectif le spectre de la comète Daniel, et l'année suivante, à l’observatoire de Juvisy-sur-Orge, avec Ferdinand Quénisset, toute une collection de photographies et de spectrogrammes de la remarquable comète Morehouse.
D'autre part, il fut l'un des premiers astronomes à travailler à l'observatoire du Pic du Midi alors que les conditions de vie y étaient encore très dures. Au cours de deux campagnes, en 1909 et en 1910, il réussit plus de 1300 images de la planète Mars dont la plupart sont excellentes.
En 1911, il entra à l'observatoire de Paris en qualité de stagiaire et se familiarisa rapidement avec les méthodes de l'astronomie de position. Malgré ce programme très chargé, il poursuivit ses études supérieures à la faculté des sciences de Paris et les termina en 1912 avec le grade de licencié ès sciences physiques.

### 1912-1922: observatoire d'Alger
En 1912 il partit pour l'observatoire d'Alger où il fut nommé assistant, puis aide-astronome. Durant les dix années de son séjour en Algérie, il partagea son temps entre la direction du Service méridien que lui confia François Gonnessiat, des observations de géophysique sur le magnétisme terrestre, l'électricité et les parasites atmosphériques, et des recherches spectroscopiques au laboratoire de la faculté des sciences d'Alger.
Ses observations au grand cercle méridien de l'observatoire d'Alger aboutirent à l'exécution d'un catalogue d’étoiles fondamentales. En dix ans, il effectua plus de 22 000 observations sur les 23 662 qui ont servi à obtenir les positions précises des 872 étoiles qui y sont cataloguées. Chaque étoile étant, en général, observée plus de vingt fois, et les circumpolaires bien davantage, souvent plus de cent fois, on a une idée de la valeur de ce catalogue si l'on songe que sa discussion par le Rechen-Institut de Berlin et l'Astronomical Institute de Leningrad a conduit ces deux organismes à lui attribuer le poids 10, tandis que des poids allant de 1 à 4 seulement étaient donnés aux autres catalogues fondamentaux exécutés à l'étranger à la même époque. A l'observatoire d'Alger, il fit également des observations régulières du Soleil et de la Lune. Il assura aussi le service de l'Heure (observations méridiennes, réception des signaux horaires et distribution aux usagers). Il mesura visuellement pendant plus d'un an (1912-1913) à l'équatorial coudé les positions de nombreuses petites planètes et surtout des comètes, car il envisageait de plus en plus de se consacrer à l'étude exclusive de ces astres.
Il avait entrepris, dans cette idée, au laboratoire de la faculté, une série de recherches sur les spectres de bandes donnés par les gaz sous un bombardement électronique, en vue d'identifier précisément les radiations qu'il avait photographiées dans les comètes. Au cours de ses recherches spectroscopiques, il employa des électrons lents et fut amené à construire lui-même, dès la fin de 1912, un tube contenant trois électrodes : une cathode incandescente, une anode, les deux étant séparées par une grille dont il pouvait faire varier le potentiel à volonté. Malheureusement, ces expériences avec le nouveau tube à trois électrodes ont été interrompues par la guerre de 1914 et ce dispositif, qui eut tant d'importance dans l'avenir, ne fut pas publié.

### 1922-1928: observatoire de Meudon
Il poursuivit ces expériences à l'observatoire de Meudon car, en 1922, il quittait l'Algérie pour être nommé aide-astronome à l'observatoire de Paris et détaché à Meudon. Il y prépara sa thèse de doctorat en sciences physiques qu'il soutint en 1926.
Elle exposait l'ensemble de ses recherches sur la constitution des comètes et les spectres du carbone. Entre autres résultats, il était parvenu à obtenir le spectre des queues de comètes avec une grande intensité en bombardant de l’oxyde de carbone à basse pression avec des électrons émis par une cathode incandescente de tungstène. Il donnait les longueurs d'onde précises de ce spectre, qui reproduit exactement celui des queues de comètes avec les intensités relatives des bandes, leur pureté et les diverses particularités qu'elles comportent. Il découvrit, au cours de ces expériences, un nouveau spectre de bandes du carbone qui porte maintenant le nom de « groupe Baldet-Johnson ». Enfin, l'étude complète de 27 comètes lui permit de dresser la liste des radiations communes, observées avec certitude, parmi lesquelles figure le fameux groupe à 4050 A, qui fit par la suite l'objet de nombreuses recherches pour être finalement identifié avec la molécule triatomique du carbone.
Tout le reste de sa carrière professionnelle s‘écoula à l’observatoire de Meudon. En 1928, il fut nommé astronome-adjoint, et en 1938 astronome-titulaire. Sous la direction de Henri Deslandres, il fit construire la table équatoriale avec sa coupole de onze mètres de diamètre et son plancher mobile, laquelle est toujours en service. Il y plaça divers instruments : chambres photographiques, nouveau prisme-objectif à rotation pour comètes, lunette de 32 cm d'ouverture, objectif spécial de 17 cm d’ouverture et de 17 cm de longueur focale destiné à l'équipement d'une caméra pour l'étude des mouvements rapides gaz dans les queues cométaires. Il installa également un laboratoire de spectroscopie avec générateur à tension constante de 125 000 volts et tubes spéciaux.
Il est malheureusement impossible dans cet article de citer toutes les observations auxquelles il se livra sur les comètes, les planètes et les novæ, non seulement avec ces instruments, mais aussi avec la grande lunette de l’observatoire de Meudon. Avec ce dernier instrument, il obtint plus de soixante dessins complets de Mars pendant l'opposition, de juin à octobre 1924 (L'Astronomie, janvier 1925, p. 34-35), qu'il compara aux photographies de la planète prises à l'observatoire du Pic du Midi en 1909-1910 pour mettre en évidence le changement de la surface de cette planète. Toujours à la grande lunette de l'observatoire de Meudon, avec des forts grossissements, il rechercha des comètes passant relativement près de la Terre en vue d'étudier le diamètre du noyau. Il donna une valeur probable d'environ 400 mètres pour les noyaux des comètes Pons-Winnecke (1927 c) et SchwassmannWachmann (3) (1930 d).
Il obtint le Prix Louis Ancel, décerné en 1926 par la Société française de photographie pour ses travaux de spectroscopie, et, l'année suivante, le prix des Dames.

### 1928-1946: membre de sociétés savantes
Membre de nombreuses sociétés scientifiques, il professa aussi à la Sorbonne de 1928 à 1936, traitant des questions essentielles sur l'astronomie de position et l'astrophysique.
Il obtint le prix Camille Flammarion en 1934.
L'importance de ses travaux lui valut d'être choisi par l’Union astronomique Internationale en 1935, comme président de la commission 15 sur I'étude physique des comètes. Il garda cette présidence jusqu'en 1952.
Tout au long de sa carrière d'astronome, en s'acquittant des tâches multiples qu’il devait accomplir, il a consacré une partie de son activité à la Société astronomique de France qui lui était particulièrement chère. Ses nombreux articles dans L'Astronomia, le livre V de l'édition refaite de l'Astronomie populaire de Camille Flammarion qu’il rédigea, en sont le témoignage. Après en avoir assuré le secrétariat pendant plusieurs années, il en devient président le 14 juin 1939, succédant au duc de Gramont. Il conserva cette présidence jusqu'en 1946. Dans les conditions difficiles et délicates créées par l'Occupation, il ne ménagea pas sa peine pour que la société survive.
Il reçut le prix Jules-Janssen en 1946.
Membre du Bureau des Longitudes depuis 1946, il participait aux séances avec assiduité et on lui en confia le secrétariat pendant plusieurs années. Tous les ans figura dans l'Annuaire du Bureau des Longitudes un article important rédigé de sa main sur les comètes, dans lequel étaient réunies les principales observations effectuées sur chacune d'elles. Tous les quatre ans, dans le même annuaire. Il publia un article sur les météores. Son dernier travail comporte précisément une étude étendue sur les météores, météorites, micrométéorites, qui fut publiée dans l'Annuaire pour 1965.
Depuis ses premières recherches de sensitométrie dans le laboratoire d'Aymar de La Baume Pluvinel, il portait un vif intérêt à la photographie et à ses multiples applications. C’est à ce titre qu'il présida la Société française de photographie et de cinématographie de 1946 à 1949, et qu'il fut amené à composer un révélateur encore utilisé dans les laboratoires de photographie sous le nom de « révélateur Baldet ».
Nous ne pouvons entrer ici dans les détails des 230 notes et mémoires qu’il a publiés,. Citons cependant les travaux de photométrie des comètes en collaboration avec Charles Bertaud, et son catalogue général des comètes publié en deux parties, en collaboration avec Mlle de Obaldia. Dans la première, il donne la liste des 1 619 comètes connues d’après les annales chinoises depuis l’an 2315 av. J.-C. jusqu’à la fin de 1948. Dans la seconde, il a publié les orbites de 763 comètes depuis l’an 466 av. J.-C. jusqu’en 1952.
Il poursuivit des observations spectroscopiques de Nova 1934 et enfin ses observations photométriques de la tête des principales comètes par la méthode extrafocale. On lui doit également une Liste générale des comètes de l'origine à 1960 et un Catalogue général des orbites de comètes de l'an 466 av. J.-C. à 1952 qui comporte 763 comètes.

### 1955-1964: retraite active
Jusqu'en 1955, il dirigea le service de physique cométaire de l'observatoire de Meudon. Son activité ne s'arrêta pas au moment de son départ à la retraite. Il continua à prêter son concours bénévole, notamment pour l’observation des comètes exceptionnelles. Ce fut le cas de la comète Mrkos en 1957. Il publia sur son spectre une note (Comptes-rendus de l'Académie des Sciences, t. 245, 2 sept. 1957, p. 923-924) qui montre la nature des deux queues de cette comète.
Il participa à la grande plaquette du Centenaire de Camille Flammarion en 1962, par la Société astronomique de France. Pour récompenser sa fidélité et son intérêt, cette dernière lui décerna la médaille du Soixantenaire en 1963.
En été 1964, il termina un dernier travail comportant une étude importante sur les météores, les météorites, les micrométéorites, qui jouent un rôle primordial dans la recherche spatiale.
Il mourut le 8 novembre 1964 à l'hôpital de la Salpêtrière dans le 13e arrondissement de Paris.

### Fernand Baldet, photographe
Parallèlement à sa carrière d’astronome, pour laquelle il utilisa largement le médium photographique, Fernand Baldet fut un photographe amateur de qualité, dont les sujets allaient de son environnement professionnel à sa famille, en passant par ses voyages et les événements auxquels il a pu assister. Technicien curieux, sensible aux évolutions des moyens photographiques, il utilisa de nombreuses ressources au fur et à mesure qu’elles furent proposées sur le marché : Autochrome dès 1907, Agfacolor dès 1937. Il utilisa la stéréoscopie dans les années 1910 et 1920 et se convertit au Leica dans les années 1930.
En 2018, François Lagarde, son petit-fils, a décidé de faire don à l'État de l'ensemble du fonds photographique de Fernand Baldet. Celui-ci couvre la période 1905-1941 et comprend 39 Autochromes, 500 Agfacolor, 2 700 négatifs sur plaques de verre, 690 plans films 6 x 11, 300 négatifs 24 x 36, 2 000 négatifs d'astronomie et des carnets décrivant les prises de vues.
Le fonds est depuis cette date conservé par la Médiathèque du patrimoine et de la photographie au fort de Saint-Cyr ; il est pour partie consultable sur la base Mémoire, accessible par la Plateforme ouverte du patrimoine (POP).

## Distinctions honorifiques
- Lauréat de l’Académie des Sciences, prix Pierre Guzman, 1925 et 1940.
- Lauréat de la Société astronomique de France, prix de la planète Mars, 1925 ; prix des Dames, 1927 ; prix Camille Flammarion, 1934 ; prix Jules-Janssen, 1946.
- Lauréat de la Société française de photographie, prix de spectroscopie Louis Ancel, 1926.
- Observatoire de Paris, prix Klumpke Roberts, 1927.
- Officier de l’Instruction publique, 1926.
- Officier de la Légion d’honneur, 1951.

## Éponymie
Le cratère Baldet sur la Lune et le cratère Baldet sur Mars ont été baptisés en son honneur.